# مجلس نواب تشيلي
مجلس نواب تشيلي (بالإنجليزية: Chamber of Deputies of Chile)‏ هو الهيئة التشريعية في دولة تشيلي، ويتكون من 120 ، و155 مقعداً، وتبلغ عدد دوائره الانتخابية 28 دائرة، وهو المجلس الأدنى في National Congress of Chile ‏.

## طالع أيضًا
- National Congress of Chile [الإنجليزية]‏